# Бесборо
Бесборо (англ. Besboro Island) — маленький остров в заливе Нортон Берингова моря. Расположен в 18 км к западу от побережья Аляски. Остров составляет примерно 3 км в длину и 800 м в ширину. Максимальная высота над уровнем моря — 242 м. В административном отношении относится к зоне переписи населения Ном, штат Аляска, США.
Остров был назван 12 сентября 1778 года английским мореплавателем Джеймсом Куком, который записал название как Besborough Island. Является частью Аляскинского морского национального заповедника.